# Rue Lesage (Nantes)
Pour l’article homonyme, voir Rue Lesage.
La rue Lesage est une voie de Nantes, en France.

## Situation et accès
Située dans le centre-ville de Nantes, la rue Lesage, qui relie la rue Voltaire à la rue Marivaux, est bitumée et ouverte à la circulation automobile.

## Origine du nom
La voie rend hommage à Alain-René Lesage (1668-1747), romancier et auteur dramatique français.

## Historique
La voie est baptisée « rue Lesage » le 27 octobre 1837.